# Misumena viridans
Misumena viridans es una especie de araña del género Misumena, familia Thomisidae.

## Distribución
Esta especie se encuentra en Brasil.